# José Gómez del Moral
José Gómez del Moral   (Cabra, 4 de desembre de 1931 - Sogamoso, 7 d'agost de 2021) va ser un ciclista espanyol que fou professional entre 1955 i 1963, aconseguint 7 victòries, entre elles la Volta a Catalunya de 1955. Fou el segon i darrer ciclista no colombià en guanyar la Volta a Colòmbia durant el segle XX.
Era germà del també ciclista Antonio Gómez del Moral.

## Palmarès
- 1955
  -  1r a la Volta Ciclista a Catalunya
  - 1r a la Volta a Andalusia i vencedor d'una etapa
  - 1r al Gran Premi de Zumárraga
- 1957
  - 1r a la Volta a Colòmbia
- 1958
  - Vencedor d'una etapa de la Volta a Andalusia
- 1959
  - Vencedor d'una etapa de la Volta a Andalusia

### Resultats a la Volta a Espanya
- 1955. 16è de la classificació general
- 1957. 35è de la classificació general
- 1959. Abandona
- 1960. 17è de la classificació general
- 1961. Abandona
- 1963. 51è de la classificació general

### Resultats al Tour de França
- 1959. 47è de la classificació general
- 1960. Abandona (3a etapa)
- 1961. Abandona (2a etapa)